# Guerra de los chimpancés de Gombe
La Guerra chimpancé de Gombe fue un conflicto violento entre dos comunidades de chimpancés en el Parque nacional Gombe Stream, en Tanzania, que comenzó en 1974 y terminó en 1978. Los dos grupos combatientes pertenecían originalmente a la comunidad Kasakela. En 1974, la investigadora Jane Goodall observó que dicho grupo se estaba desintegrando. A lo largo de ocho meses, un grupo de chimpancés se separó del grupo principal, ocupando la parte sur del territorio original de los Kasakela, resultando en la comunidad de los Kahama. El grupo separatista consistía en seis machos adultos, tres hembras adultas, y sus crías. Los Kasakela se vieron reducidos a ocho machos adultos, doce hembras adultas, y sus crías.
Durante el conflicto de cuatro años todos los machos de la comunidad Kahama fueron asesinados, disolviendo de forma efectiva la comunidad. Los Kasakela expandieron sus dominios, pero fueron expulsados más tarde por otra comunidad de chimpancés.
Durante la guerra se vieron casos de asesinatos premeditados, enfrentamientos con clara estrategia de tipo militar, raptos, esclavitud, y una actitud general por parte de los Kasakela que recuerda al genocidio en humanos, siendo comportamientos que hasta ese entonces se creía que los chimpancés o cualquier otra especie animal eran incapaces de realizar y que eran exclusivas de Homo sapiens. La comunidad científica tardó años en reconocer la existencia de la guerra.

## Antecedentes
Antes de ser declarado un parque nacional, y antes de la guerra, el parque nacional de Gombe era conocido como el Centro de Investigación Gombe Stream. El parque está localizado en la región inferior de valle Kakombe y es conocido por sus oportunidades para investigar el comportamiento de los primates. Fue popularizado por Jane Goodall, que sirvió como directora del Centro de Investigación Gombe Stream. El parque está compuesto por una serie de pendientes escarpadas de bosque abierto, que se eleva por encima de valles de arroyos con un exuberante bosque ribereño. Los chimpancés deambulaban estas laderas en comunidades con un territorio marcado, de modo que los animales se dividían en grupos de entre uno y cuarenta miembros. El término Kasakela se refiere a una de las tres áreas de investigación que se localizaban en el centro del valle: la zona Kasakela en el norte, y las zonas Kakombe y Mkenke en el sur. Jane Goodall documentó cierta evidencia de territorialismo tras observar los emplazamientos en los que los chimpancés se alimentaban, resaltando su comportamiento territorial y agresivo. Sin embargo, Goodall no llegó a prever el conflicto inminente.
Tras la separación de la comunidad Kasakela, el grupo recién formado de los Kahama siguió el liderazgo de los hermanos Hugh y Charlie; los demás machos eran Godi, De, Goliath y el joven Sniff. Los machos Kasakela eran el macho alpha, Figan, y Satan, Sherry, Evered, Rodolf, Jomeo y Humphrey.

## La guerra
La comunidad Kasakela fue la primera en llevar a cabo un ataque violento, el 7 de junio de 1974, cuando un grupo de seis machos adultos Kasakela formado por Humphrey, Figan, Jomeo, Sherry, Evered y Rodolf emboscaron a Godi, un macho Kahama, mientras se alimentaba en un árbol. Esta fue la primera vez que se observó a cualquiera de los chimpancés matar deliberadamente a otro chimpancé adulto con el que hubieran mantenido lazos de cercanía. Los chimpancés celebraron ruidosamente el asesinato de Godi, lanzando y arrastrando ramas y profiriendo gritos.
Tras la muerte de Godi, el siguiente en morir fue De, y después Hugh. Después fue el turno de Goliath, un chimpancé anciano. Durante el conflicto, Goliath había sido relativamente amable con sus vecinos Kasakela durante los encuentros espontáneos de ambos bandos. Sin embargo, no encontró reciprocidad en el clan de los Kasakela, siendo eventualmente asesinado. Sólo quedaban tres machos Kahama: Charlie, Sniff y Willy Wally (que estaba incapacitado tras haber sufrido poliomielitis). Charlie fue el siguiente en morir, tras ser atacado sin posibilidad de defenderse. Tras la muerte de Charlie, Willy Wally desapareció y nunca fue encontrado. El último macho Kahama, el joven Sniff, sobrevivió durante algo más de un año. Durante un tiempo se valoró la posibilidad de que pudiese integrarse en una nueva comunidad, o ser bien recibido por los Kasakela, pero no ocurrió tal cosa. Sniff fue el último en caer frente al bando de los Kasakela. Entre las hembras de los Kahama se cuentan una muerte, dos desapariciones, y tres casos de palizas y secuestros por parte de los machos Kasakela. Así fue como los Kasakela consiguieron recuperar su antiguo territorio.

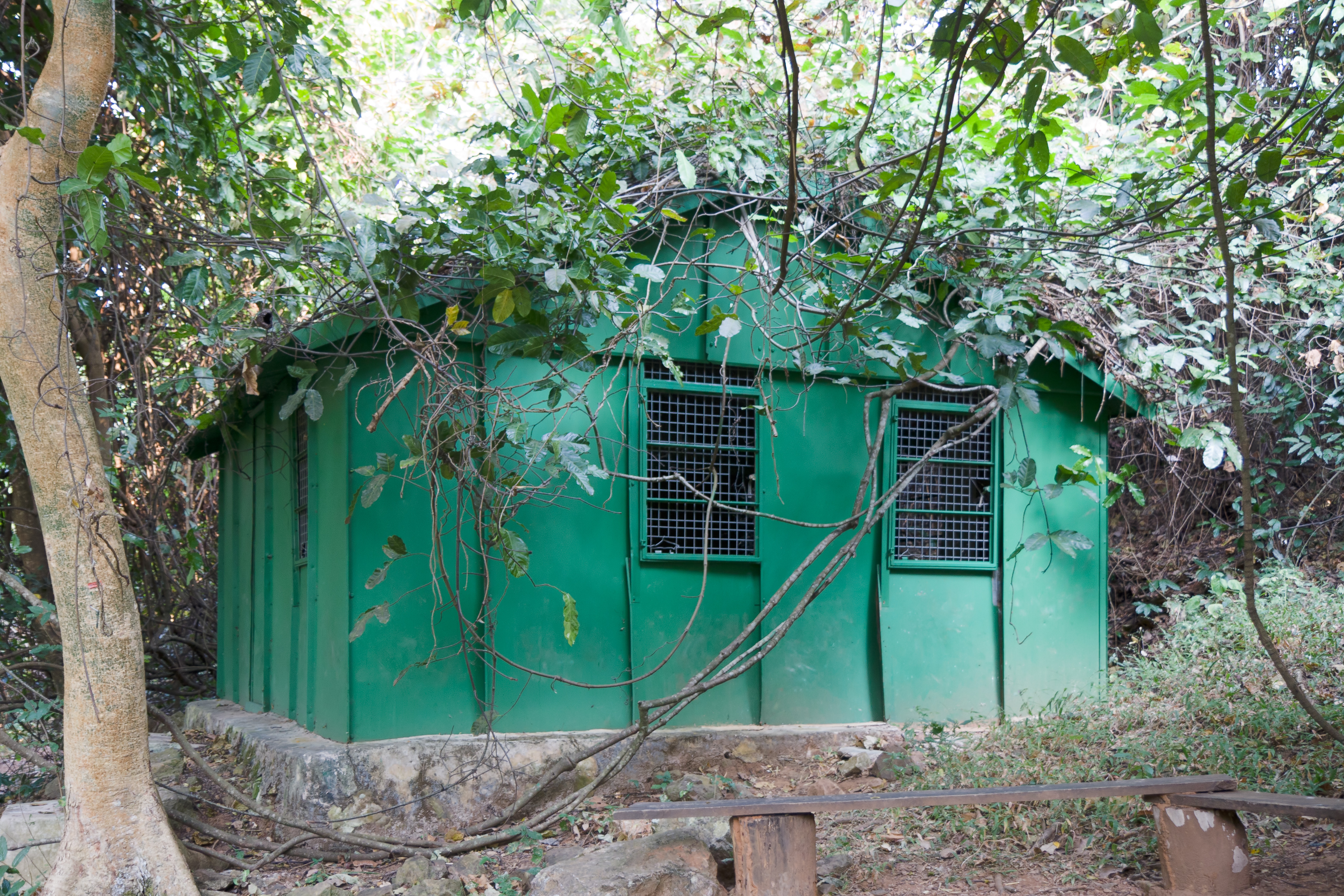
Estación donde Goodall solía alimentar a los chimpancés de Gombe.

Sin embargo, los territorios recién conquistados no tardaron en caer en manos de otro clan. El nuevo territorio de los Kasakela (anteriormente en posesión de los Kahama) bordeaba el territorio de otra comunidad chimpancé, los Kalande. Intimidados por la superioridad numérica y la fortaleza de los Kalande, además de por unos cuantos incidentes violentos en la frontera, los Kasakela devolvieron rápidamente una gran parte de su nuevo territorio. Tras retraerse hacia el norte, los Kasakela fueron hostigados por recolectores de las Mitumba, que los superaban en número. Las hostilidades desaparecieron con el tiempo, restaurándose así el orden normal de la situación.

## Consecuencias para Jane Goodall
El surgimiento de una guerra supuso una sorpresa desagradable para Goodall, que había considerado que los chimpancés eran, aunque similar a los humanos, "bastante más amables en su comportamiento". Junto a la observación en 1975 de un episodio de canibalismo infanticida por parte de una hembra de alto rango, la violencia de la guerra reveló por primera vez el "lado oscuro" del comportamiento de los chimpancés para Goodall. Esta revelación la perturbó profundamente; en sus memorias A través de la ventana: treinta años estudiando a los chimpancés, Goodall escribió: 

Me costó varios años reconciliarme con estos hallazgos. Me solía despertar de madrugada mientras imágenes horribles aparecían sin restricciones en mi mente; Satán [uno de los simios] usando sus manos para beber de la sangre que brotaba de una gran herida en la cara de Sniff; el viejo Rodolf, normalmente de buen carácter, completamente erguido para lanzar una roca de dos kilos al cuerpo postrado de Godi; Jomeo arrancando una tira de piel del muslo de Dé. Figan, cargando y golpeando sin cesar contra el cuerpo castigado y tembloroso de Goliath, uno de sus héroes de infancia (…)

## Legado
Cuando Goodall reportó los eventos de la guerra del Gombe, su relato de una guerra espontánea y natural entre chimpancés no fue creída por toda la comunidad. En la época, los modelos científicos del comportamiento humano y animal nunca se solapaban. Algunos científicos la acusaron de antropomorfizar a los simios. Otros sugirieron que su presencia y su práctica de alimentar a los chimpancés habían creado conflictos en una sociedad naturalmente pacífica. Sin embargo, investigaciones posteriores que hacían uso de métodos menos intrusivos confirmaron que en las sociedades de chimpancés la guerra es un suceso natural. Un estudio de 2018 publicado en el American Journal of Physical Anthropology concluyó que la guerra del Gombe fue, probablemente, consecuencia de una lucha por el poder entre los tres machos de mayor rango, que además fue exacerbada por una escasez inusual de hembras fértiles.

## Lecturas relacionadas
- Goodall, Jane (1986). The chimpanzees of Gombe: patterns of behavior. Belknap Press of Harvard University Press. ISBN 9780674116498.

- Datos: Q18164062